# Те-Либертис
Те-Либертис (англ. The Liberties; ирл. Na Saoirsí) — городской район Дублина в Ирландии, находится в административном графстве Дублин (провинция Ленстер).